# Halmos Katalin
Halmos Katalin Júlia (Kolozsvár, 1950. november 19. –) erdélyi magyar zenetanár, tankönyvíró. Halmos György (1915–1985) zongoraművész lánya.

## Életpályája
1974-ben a Kolozsvári Zeneművészeti Főiskolán zenepedagógiát, majd 1984-ben a kolozsvári Babeș–Bolyai Tudományegyetemen filozófiát végzett. 1976–1982 között a kolozsvári magyar rádióadás külső munkatársa volt; egyetemi docens és zenei tankönyvek szerzője volt. 2009-ig tanított zenét; ekkor nyugdíjazták.
1986-tól vezette a kolozsvári zsidó hitközség Talmud Tora kórusát.

## Díjai
- Ezüstgyopár díj (2009)[2]
- Márkos Albert-díj[3]

## Művei
- Daloskönyv. Ábel Kiadó, 2005 (gyermekdalok)[4]

## Fordítás
- Ez a szócikk részben vagy egészben  a   Katalin Halmos című eszperantó Wikipédia-szócikk ezen változatának fordításán alapul.  Az eredeti cikk szerkesztőit annak laptörténete sorolja fel. Ez a jelzés csupán a megfogalmazás eredetét és a szerzői jogokat jelzi, nem szolgál a cikkben szereplő információk forrásmegjelöléseként.